# Инъекция (математика)

Инъективная функция.

Инъе́кция (инъекти́вное отображе́ние) в математике — отображение {\displaystyle f} множества {\displaystyle X} во множество {\displaystyle Y} ({\displaystyle f\colon X\to Y}), при котором разные элементы множества {\displaystyle X} переводятся в разные элементы множества {\displaystyle Y}, то есть если два образа при отображении совпадают, то и прообразы совпадают: {\displaystyle f(x_{1})=f(x_{2})\Rightarrow x_{1}=x_{2}}.
Инъекцию также называют вложением, или одно-однозначным отображением (в отличие от биекции, которая взаимно однозначна). В отличие от сюръекции, про которую говорят, что она отображает одно множество на другое, об инъекции {\displaystyle f\colon X\to Y} аналогичная фраза формулируется как отображение {\displaystyle X} в {\displaystyle Y}.
Инъекцию можно также определить как отображение, для которого существует левое обратное, то есть {\displaystyle f\colon X\to Y} инъективно, если существует {\displaystyle g\colon Y\to X}, при котором композиция {\displaystyle g\circ f=\operatorname {id} _{X}}.
Понятие инъекции (наряду с сюръекцией и биекцией) введено в трудах Бурбаки и получило широкое распространение почти во всех разделах математики.

## Примеры
- {\displaystyle f\colon \mathbb {R} _{>0}\to \mathbb {R} ,\;f(x)=\ln x} (натуральный логарифм) — инъективно и сюръективно (здесь {\displaystyle \mathbb {R} _{>0}} — множество положительных чисел).
- {\displaystyle f\colon \mathbb {R} _{+}\to \mathbb {R} ,\;f(x)=x^{2}} — инъективно (здесь {\displaystyle \mathbb {R} _{+}} — множество неотрицательных чисел).
- {\displaystyle f\colon \mathbb {R} \to \mathbb {R} _{+},\;f(x)=x^{2}} — не является инъективным, так как {\displaystyle f(-2)=f(2)=4}.

## Применение
- Одним из прикладных примеров применения понятия инъекции является организация связи «один к одному» между сущностями в реляционной модели данных.
- Идеальная хеш-функция является инъективной.

## Обобщения
- Обобщением понятия инъекции в теории категорий является понятие мономорфизма. Во многих категориях, хотя и не во всех, эти понятия эквивалентны.